# Claude-Inga Barbey
Pour les articles homonymes, voir Barbey (homonymie).
Claude-Inga Barbey, née le 21 janvier 1961 à Genève, est une humoriste, comédienne et écrivain suisse.

## Biographie
Claude-Inga Barbey naît le 21 janvier 1961 à Genève, dans le quartier de Montbrillant. 
Elle est adoptée à l'âge de 3 ans par les tantes de sa mère après avoir été placée en pouponnière, ses parents alcooliques et toxicomanes l'ayant abandonnée. Elle ne conserve aucun lien avec sa mère biologique. Elle ne renouera avec elle que lors des dernières années de sa vie, à l'hôpital, de 2016 à 2018.
Après avoir suivi l'école supérieure d'art dramatique de Genève (ÉSAD) de 1978 à 1980, elle participe comme humoriste à partir de 1992 aux émissions 5 sur 5 et Les Dicodeurs sur la Radio suisse romande, ainsi qu'à l'émission de télévision de Lova Golovtchiner Le Fond de la corbeille.
En 1996, elle crée avec Patrick Lapp le couple de Monique et Roger dans l'émission Bergamote (à laquelle participent également Claude Blanc et Daniel Rausis). Le premier spectacle Bergamote est monté en 1998, suivi de plusieurs autres spectacles : Bergamote et l'Ange (représenté au Théâtre Hébertot à Paris en 2000), Bergamote, le Temps des Cerises (avec l'arrivée de Doris Ittig en 2004), Bergamote, le Modern en 2006 (avec Marc Donet-Monet comme nouveau venu).
La même année, elle participe également au sitcom Vu sous cet angle à la Télévision suisse romande et créé une émission de radio, Betty, qui est diffusée sur les ondes de la Radio Suisse Romande et qui raconte la vie d'une femme de 45 ans qui suit une thérapie avec une psychologue. Betty est incarnée par Doris Ittig et sa psychologue par Claude-Inga Barbey elle-même.
En 2007, elle adapte et met en scène le roman de Pierre Gripari La Sorcière du Placard aux Balais au Théâtre de Marionnettes de Genève avec la collaboration de Doris Ittig et de Guy Jutard, sur une musique d'Hélène Zambelli.
En 2008, elle adapte et met en scène son roman Les Petits Arrangements qui raconte sa séparation d'avec son mari plus jeune. Avec Doris Ittig, Claude Blanc et Marc Donet-Monet et les musiques d'Hélène Zambelli.
En 2011, avec Doris Ittig, elle adapte pour le théâtre son émission de radio Betty. Pierre Mifsud accompagne les deux actrices sur la scène.
En 2010, Claude-Inga écrit et interprète « Merci pour Tout ».
En 2012, elle signe et interprète « Madame Karembarre », une version moderne de Hänsel et Gretel, au théâtre des Marionnettes de Genève.
En 2013, Claude-Inga écrit « Laverie Paradis » qu’elle interprète dès la fin 2014 avec Doris Ittig. Les deux actrices fondent la Compagnie Sans Scrupules.
En 2016, elle remporte titre du meilleur second rôle féminin dans « Anomalia », une série de la Radio Télé Suisse romande où elle interprète l’infirmière Bénédicte lors des 51e Journées cinématographiques de Soleure.
Depuis 2018, elle interprète Manuela, un personnage de femme de ménage dans la websérie hebdomadaire Olé.
En mars 2021, son sketch sur la fluidité du genre intitulé « TOC ! Le langage épicène pour les nul.le.s » et diffusé sur le site du journal Le Temps est dénoncé comme transphobe et suscite un vif débat. Il est au centre de l'émission de débats Infrarouge de la Radio télévision suisse du 24 mars 2021. Le 23 décembre 2021, après qu'un de ses sketchs a été perçu comme raciste, elle annonce la fin de sa chronique vidéo publiée par Le Temps et son retrait des réseaux sociaux.
Automne 2022, elle co-écrit, met en scène (avec Laurent Deshusses) et joue dans la revue de Genève.

## Vie personnelle
Claude-Inga Barbey est mère de quatre enfants, une fille née au début des années 1980 et trois garçons, le dernier né au début des années 2000,,. Elle a été mariée pendant 17 ans. Son ex-compagnon est mort en 2017, fauché par une voiture en vieille-ville de Genève.
Elle vit à Meyrin. Baptisée à l'âge de 45 ans après avoir ressenti deux ans plus tôt une présence avec laquelle elle dit avoir communiqué par télépathie,. Catholique, elle se dit extrêmement croyante.

## Filmographie

### Cinéma
- 1981 : L'Ogre de Barbarie de Pierre Matteuzzi : L'étudiante en médecine
- 1983 : La Mort de Mario Ricci de Claude Goretta
- 1997 : L'Année du Capricorne réalisé par Jean-Luc Wey, dont elle est scénariste et actrice.

### Télévision
- 1984 : Noces de soufre de Raymond Vouillamoz

## Théâtre
- Séance, L'Objet, de Michel Viala au Théâtre de Carouge-Atelier de Genève

- Lazare, celle de la Maison des roses, mise en ondes pour la Radio suisse romande (RSR) par Roland Sassi
- Un jour, je t’apprendrai à peler un fruit
- Le Moulin qui tourne au fond de la mer
- Au bout du rouleau à la Comédie de Genève
- Juliette et Roméo au Théâtre de Carouge
- Platonov au Théâtre de Carouge
- 2022 : Conscience du corps, Puloff Théâtres, Lausanne[18]
- 2025 : L'escamotage de Madame Irma, au Théâtre Boulimie à Lausanne, avec Pierric Tenthorey[19]

## Publications
- Petite Dépression centrée sur le Jardin, Éditions d'autre Part, 2000Réédité au format poche aux Éditions Zoé en 2007
- Le Palais de Sucre, Éditions d'autre Part, 2003réédité aux Éditions de l'Aire 2007
- Le Portrait de Madame Mélo et autres nouvelles, Éditions d'autre Part, 2004
- Les Petits Arrangements, Éditions d'autre Part, 2007
- 50 nuances de regrets, Éditions Favre, avril 2019  (ISBN 978-2-8289-1789-0)[20]
- Poussières du Sahara, Éditions Favre, 2022